# Messier 40
Messier 40 / M 40, cunoscută și sub denumirea de  Winnecke 4 / WNC 4, este o stea dublă din constelația Ursa Mare.
Căutând o nebuloasă descrisă de Johannes Hevelius, Charles Messier a descoperit această stea dublă în 1764 și a înscris-o în catalogul său ca M 40, deși nu este o nebuloasă. August Winnecke a clasat-o, în mod independent, în anul 1869, în catalogul său de stele duble ca Winnecke 4.
Se presupune că această stea este o dublă optică.